# 8月6日 (旧暦)
旧暦8月6日（きゅうれきはちがつむいか）は旧暦8月の6日目である。六曜は先勝である。

## できごと
- 延文4年/正平14年（ユリウス暦1359年8月29日） - 筑後川の戦い。南朝方の懐良親王らと北朝方の少弍頼尚が戦い、夜襲で北朝方が勝利

## 誕生日
- 天保13年（グレゴリオ暦1841年9月10日） - 野村靖、政治家（+ 1909年）
- 弘化2年（グレゴリオ暦1845年9月7日） - 千家尊福、宗教家･政治家（+ 1929年）
- 西暦1946年（グレゴリオ暦1946年9月1日） - 盧武鉉、第16代大韓民国大統領

## 忌日
- 文暦元年（ユリウス暦1234年8月31日） - 後堀河天皇、86代天皇（* 1212年）
- 享保17年（グレゴリオ暦1732年9月24日） - 霊元天皇、112代天皇（* 1654年）